# Rick Rozz
Frederick DeLillo, maggiormente conosciuto come Rick Rozz (Brooklyn, 9 gennaio 1967), è un chitarrista statunitense di genere metal.
Rick è famoso per essere stato membro della death metal band Death e dei Massacre. Attualmente vive ad Altamonte Springs in Florida.
Il suo stile musicale è facilmente ascoltabile nei suoi dischi, ovvero From Beyond, Inhuman Condition e Promise. Il suo capolavoro è considerato il brano Pull the Plug, pubblicato con i Death.

## Biografia
Rick Rozz nacque a Brooklyn ma fin da bambino si trasferì ad Apopka, in Florida, ed iniziò nei primi anni ottanta ad appassionarsi alla chitarra. Intorno al 1982 fondò con alcuni amici la sua prima band, gli Hidden Force, con i quali si esibiva in cover di classici brani del metal. La band ebbe vita breve, poiché Rick fu invitato ad unirsi ad un'altra band della zona, i Thatcher, un gruppo di Orlando ispirato a band quali Iron Maiden e Judas Priest.
Nel frattempo, alle scuole superiori, Rick conobbe nel 1983 Chuck Schuldiner, un giovane chitarrista con il quale condivideva la passione per gruppi estremi, in special modo per Slayer e Possessed, e presto i due divennero amici. Dopo poco, Schuldiner propose a Rick di creare un nuovo gruppo, cosicché il giovane decise di abbandonare i Thatcher, a causa del disinteresse verso il genere della band. Ai due si unì il batterista e cantante Kam Lee, ed il neonato gruppo si ribattezzò Mantas. Il trio cominciò a farsi conoscere in concerti locali, dove ottennero una certa fama grazie al genere estremo e brutale proposto. Nel 1984 i Mantas pubblicarono la loro prima demo, intitolata Death by Metal, che ottenne un grande successo e fu considerato uno dei primi lavori death metal. Poco tempo dopo la pubblicazione della demo, Schuldiner decise di cambiare il nome del gruppo in Death, e agli inizi del 1985 il trio pubblicò una nuova demo, chiamata Infernal Death. Successivamente alla pubblicazione della demo, tuttavia, emersero alcuni scontri tra i membri della band che divennero sempre più gravi, fino a che Schuldiner decise di espellere dal gruppo Lee e Rick e di trasferirsi a San Francisco per reclutare una nuova line-up.
Poco tempo dopo, a Lee e Rick fu offerto di unirsi ai Massacre, un gruppo death metal locale da poco formato, che aveva avuto alcuni problemi con dei membri. I due accettarono, e la band, allora composta da Allen West alla chitarra, Mike Borders al basso e Bill Andrews alla batteria, si esibì in alcuni show dal vivo, arrivando agli inizi del 1986 ad aprire un concerto per gli Obituary. Nello stesso periodo iniziarono a circolare le prime demo del gruppo, che ebbero una buona presa sul pubblico. Nel 1987 Borders fu sostituito da Terry Butler, ma si formarono alcuni screzi tra Lee ed il resto del gruppo. Nello stesso anno, poi, Rick, Andrews e Butler furono ricontattati da Schuldiner per ritornare nei Death, ed i tre accettarono, lasciando i Massacre che di conseguenza si sciolsero.
Nel 1988 i Death pubblicarono il loro secondo album, Leprosy, considerato uno dei capisaldi del death metal, e partirono per un tour americano. Nel 1989, durante le ultime date del tour, Rick decise di abbandonare i Death per alcune incomprensioni, venendo sostituito da James Murphy, e, riunitosi a Kam Lee, rifondò i Massacre reclutando il bassista Butch Gonzales e il batterista dei Whiplash Joe Cangelosi. La riformata band iniziò i lavori per un album, e nel 1990 fecero il suo rientro in essa Butler e Andrews, defezionati dai Death subito dopo il mancato tour europeo di supporto a Spiritual Healing. I Massacre pubblicarono il loro primo disco, From Beyond, nel 1991; l'album ottenne ottimi giudizi da pubblico e critica, venendo considerato uno dei più importanti album death metal di sempre e rendendo la band famosa nell'ambito del metal americano.
Nel 1992 la band pubblicò un EP, Inhuman Condition che, sulle stesse coordinate del precedente lavoro ed anche grazie alla partecipazione come ospite del cantante dei Venom Cronos ebbe un buon successo, ma ancora una volta emersero dei problemi tra i membri del gruppo, che si sciolse poco dopo e si riformò l'anno successivo con una line-up diversa, che vedeva Pete Sison al basso e Syrus Peters alla batteria. Nel 1996 i "nuovi" Massacre pubblicarono un secondo album, Promise, il quale però si allontanava troppo dalle sonorità classiche del gruppo per concentrarsi sul metal e sul rock più melodico. Per questo motivo l'album ottenne aspre critiche, e a causa dell'insuccesso ottenuto la band decise di sciogliersi definitivamente. Dopo lo scioglimento, Rick decise quindi di abbandonare il mondo del metal per ritirarsi a vita privata, lavorando sporadicamente con gruppi acustici e southern rock.
Solo nel 2005 Rick Rozz fu invitato a diventare membro di un gruppo death metal emergente chiamato Death Before Dying, ma l'esperimento durò pochi mesi e il chitarrista tornò a dedicarsi ad altre attività.
Nel 2009, dopo quasi quindici anni di silenzio dalla scena, Rick dichiarò di aver fondato una nuova band, chiamata M Inc., insieme all'ex batterista dei Pain PrincipleMike Mazzonetto e al cantante e bassista degli Shine Terry Shrock. Shrock fu velocemente sostituito dal cantante Chris Jack e dal bassista Tim Vazquez, provenienti dai Devolve, e la band fece il suo debutto dal vivo in supporto agli Obituary.
Nel 2011 gli M Inc. hanno pubblicato il loro primo album, Taste the Hate, e più tardi, nello stesso anno, Rozz ha deciso di riformare i Massacre insieme a Mazzonetto, Butler e al nuovo cantante Ed Webb, che sostituisce Kam Lee. I Massacre hanno pubblicato nel 2014 un nuovo album, Back From Beyond.
Nel 2023 assieme al ex compagno nei death Terry Butler (attuale bassista degli obituary) porta in tour in Europa il progetto left to die , con cui ripropongono dal vivo il secondo album dei death " Leprosy ". La band nel febbraio dello stesso anno si esibisce due volte in Italia, a Roma e a Milano